# Atopsyche ayacucho
Atopsyche ayacucho là một loài Trichoptera trong họ Hydrobiosidae. Chúng phân bố ở vùng Tân nhiệt đới.
- Tư liệu liên quan tới Atopsyche ayacucho tại Wikimedia Commons